# My World 2.0
My World 2.0 è il primo album in studio del cantante canadese Justin Bieber, pubblicato il 23 marzo 2010. Fino al 2014 My World 2.0 ha venduto oltre 5 600 000 copie, diventando l'album più venduto di Justin Bieber.
Si tratta del suo secondo lavoro, seguito dell'EP My World, uscito nel 2009.

## Tracce
La lista tracce venne confermata da Bieber nel proprio sito ufficiale il 26 febbraio 2010
1. Baby (feat. Ludacris) – 3:31 (Justin Bieber, Terius Nash, Tony Demash, Christopher Stewart, Christina Milian, Christopher Bridges)
2. Somebody to Love – 3:43 (Jonathan Yip, Jeremy Reeves, Ray Romulus, Heather Bright)
3. Stuck in the Moment – 3:43 (Dan August Rigo, Michael Ray, Nguyen-Stevenson, Ray Romulus, Justin Bieber, Jonathan Yip)
4. U Smile – 3:16 (Jerry Duplessis, Arden Altino, Dan August Rigo, Justin Bieber)
5. Runaway Love – 3:32 (Melvin Hough II, Rivelino Wouter, Timothy Thomas, Theron Thomas, Justin Bieber)
6. Never Let You Go – 4:24 (Justin Bieber, Johntá Austin, Bryan-Michael Cox)
7. Overboard (feat. Jessica Jarrell) – 4:11 (Justin Bieber, Waynne Nugent, Kevin Risto, Dapo Torimiro, Taurian Shropshire)
8. Eenie Meenie (feat. Sean Kingston) – 3:22 (Justin Bieber, Benny Blanco, Kisean Anderson, Carlos Battey, Steven Battey, Marcos Palacios, Ernest Clark)
9. Up – 3:54 (Justin Bieber, Nasri Atweh, Adam Messinger)
10. That Should Be Me – 3:52 (Justin Bieber, Nasri Atweh, Adam Messinger, Luke Boyd)

Traccia bonus nell'edizione di iTunes
1. Kiss and Tell – 3:29 (Andrew Harr, Jermaine Jackson, Andre Davidson, Sean Davidson, Dan August Rigo, Justin Bieber, K. Ramsey)

Traccia bonus nelle edizioni australiana e di Wal-Mart
1. Where Are You Now – 4:27 (Justin Bieber)

Tracce bonus nell'edizione giapponese
1. Kiss and Tell – 3:29 (Andrew Harr, Jermaine Jackson, Andre Davidson, Sean Davidson, Dan August Rigo, Justin Bieber, K. Ramsey)
2. Where Are You Now – 4:27 (Justin Bieber)

## Classifiche

### Classifiche settimanali
| Classifica (2010) | Posizione massima |
| ----------------- | ----------------- |
| Australia         | 1                 |
| Austria           | 2                 |
| Belgio (Fiandre)  | 3                 |
| Belgio (Vallonia) | 16                |
| Brasile           | 1                 |
| Canada            | 1                 |
| Danimarca         | 7                 |
| Europa            | 3                 |
| Finlandia         | 13                |
| Francia           | 4                 |
| Germania          | 7                 |
| Grecia            | 4                 |
| Irlanda           | 1                 |
| Italia            | 13                |
| Messico           | 2                 |
| Norvegia          | 3                 |
| Nuova Zelanda     | 1                 |
| Paesi Bassi       | 4                 |
| Polonia           | 9                 |
| Portogallo        | 2                 |
| Regno Unito       | 3                 |
| Repubblica Ceca   | 30                |
| Spagna            | 1                 |
| Stati Uniti       | 1                 |
| Svezia            | 21                |
| Svizzera          | 9                 |

### Classifiche di fine anno
| Classifica (2012) | Posizione |
| ----------------- | --------- |
| Stati Uniti       | 134       |